# Кенни Омега
Та́йсон Смит (англ. Tyson Smith, род. 16 октября 1983, Виннипег) — канадский рестлер, более известный под псевдонимом Ке́нни Оме́га (англ. Kenny Omega). Омега является исполнительным вице-президентом промоушена All Elite Wrestling (AEW), в котором он также выступает как рестлер. В составе промоушена Омега является бывшим чемпионом мира AEW и командным чемпионом мира AEW.
До прихода в AEW Омега был известен по своей карьере в New Japan Pro-Wrestling (NJPW), во время которой он владел титулами чемпиона IWGP в тяжелом весе, интерконтинентального чемпиона IWGP, первого чемпиона Соединённых Штатов IWGP в тяжёлом весе, а также несколькими другими титулами. Омега также известен своим персонажем, вдохновленной видеоиграми, он был членом группировки Bullet Club, а позже стал её лидером. На протяжении своей карьеры Омега выступал в независимых промоушенах по всему миру, включая DDT Pro-Wrestling, Jersey All Pro Wrestling и Pro Wrestling Guerrilla, а также в более крупных национальных и международных промоушенах, таких как Ring of Honor, Impact Wrestling и Lucha Libre AAA Worldwide. Выступая в двух последних промоушенах, он владел титулами чемпиона мира Impact и мега-чемпиона AAA.
Омега был признан одним из лучших рестлеров в мире, в 2017 году он был назван рестлером года по версии Sports Illustrated, а в следующем году и в 2021 году возглавил список 500 лучших рестлеров-мужчин по версии Pro Wrestling Illustrated. Он также трижды удостаивался звания «Матч года» по версии последнего издания; один из этих матчей, в котором Омега боролся с Кадзутикой Окадой на шоу Dominion 6.9 в зале Осака-дзё в июне 2018 года, получил семизвездочный рейтинг от спортивного журналиста Дэйва Мельтцера — самый высокий рейтинг, который Мельтцер когда-либо присуждал матчам рестлинга. В 2020 году он был введен в Зал славы Wrestling Observer Newsletter.

## Ранняя жизнь
Тайсон Смит родился в Виннипеге, Манитоба, 16 октября 1983 года. Он вырос в Трансконе, пригороде Виннипега. По состоянию на 2016 год мать Смита работает в службе семейного обслуживания, а отец — в канадском правительстве в качестве сотрудника транспортной службы. Увлечение Смита реслингом началось в детстве, когда он смотрел кассеты с записями Saturday Night’s Main Event от WWF. В детстве Смит играл в хоккей в качестве вратаря. Он также работал в филиалах розничных сетей IGA и Costco.
Смит впервые заинтересовался карьерой рестлера после того, как один из его друзей из Трансконского колледжного института (TCI) начал тренироваться в Top Rope Championship Wrestling (TRCW) в Виннипеге. Смит оставил свои планы на хоккейную карьеру и начал тренироваться у промоутера TRCW Бобби Джея, с которым он познакомился, когда выкладывал полки в магазине IGA. После тренировок с Джеем в течение года 16-летний Смит дебютировал в рестлинге в 2000 году. В течение двух лет он выступал в составе TRCW, где у него был образ гавайского серфера по имени Кенни Омега. Позже образ серфера был отменен и заменен на образ отаку. В 2001 году он окончил TCI и поступил в университет, но бросил учёбу на первом курсе, чтобы полностью заняться рестлингом.

## Личная жизнь
Смит считает себя сторонником straight edge, поскольку воздерживается от употребления алкоголя, табака и наркотиков. У него есть младшая сестра. Смит страдает от головокружения с 2018 года. Он близко дружит с рестлером и бывшим партнером по команде Майклом Накадзавой.
Смит свободно владеет японским языком, и по состоянию на август 2018 года он проживал в районе Кацусика в восточной части Токио. В октябре 2016 года Смит рассказал ESPN.com, что он «любил японскую культуру ещё до того, как понял, что это на самом деле японская культура», и что его любимые видеоигры и мультфильмы были японскими. С тех пор он получил японское гражданство. Что касается его жизни вне рестлинга, Смит сказал в 2016 году, что у него нет времени думать об отношениях, потому что он полностью сосредоточен на своих целях в рестлинге.
Будучи заядлым геймером, Смит вел на YouTube серию передач «Уголок чистильщика», в которой он играл в некоторые из своих любимых видеоигр. В свободное время он также посещает конвенции по видеоиграм. 26 июня 2016 года он выступил в качестве специального гостя на конференции Community Effort Orlando, победив своего коллегу, рестлера Ксавье Вудса в игре Street Fighter V. Смит сыграл персонажа Коди Трэверса в трейлере к игре Street Fighter V: Arcade Edition в 2018 году.

## Титулы и достижения
- 4 Front Wrestling
  - Чемпион 4FW в полутяжёлом весе (1 раз)
- All Elite Wrestling
  - Командный чемпион мира AEW (1 раз) — с Адамом Пейджем[22][23]
  - Чемпион мира AEW (1 раз)[24]
  - Чемпион мира AEW среди трио (1 раз) — с «Янг Бакс»
- All Japan Pro Wrestling
  - Чемпион мира в полутяжёлом весе (1 раз)
- Canadian Wrestling’s Elite
  - Командный чемпион CWE (1 раз) — с Дэнни Дугганом
- Canadian Wrestling Federation
  - Чемпион CWF в тяжёлом весе (1 раз)
- DDT Pro-Wrestling
  - Чемпион экстрим-дивизиона DDT (1 раз)
  - KO-D 6-Man Tag Team Championship (2 раза) — с Гота Ихаси и Котой Ибуси (1), Даисукэ Сасаки и Котой Ибуси (1)
  - KO-D Openweight Championship (1 раз)
  - KO-D Tag Team Championship (3 раза) — с Котой Ибуси (2) и Майклом Накадзавой (1)
  - Nihonkai Six Man Tag Team Championship (1 раз) — с Mr. #6 и Рихо
  - King of DDT (2012)
  - Лучший Матч (18 Августа 2012) против Коты Ибуси
- Impact Wrestling
  - Чемпион мира Impact (1 раз)
- Japan Indie Awards
  - Лучший матч (18 августа 2012) против Коты Ибуси
  - Лучший матч (28 октября 2014) с Котой Ибуси против Коносукэ Такэситы и Тэцуи Эндо
- Jersey All Pro Wrestling
  - Чемпион JAPW в тяжёлом весе (1 раз)
  - Чемпион JAPW в полутяжёлом весе (1 раз)
- MainStream Wrestling
  - Canadian Unified Junior Heavyweight Championship (3 раза)
- National Wrestling Alliance
  - NWA Canadian X Championship (1 раз)
- New Japan Pro-Wrestling
  - Чемпион IWGP в тяжёлом весе (1 раз)
  - Интерконтинентальный чемпион IWGP (1 раз)
  - Чемпион IWGP в полутяжёлом весе (2 раза)
  - Командный чемпион IWGP в полутяжёлом весе (1 раз) — с Котой Ибуси
  - Чемпион Соединённых Штатов IWGP в тяжёлом весе (2 раза)
  - Командный чемпион 6-и человек NEVER в открытом весе (2 раза) — с Мэттом и Ником Джексонами
  - G1 Climax (2016)
  - IWGP United States Heavyweight Championship Tournament (2017)
- Premier Championship Wrestling
  - PCW Heavyweight Championship (4 раза)
  - PCW Tag Team Championship (2 раза) — с Rawskillz (1) и Крисом Стивенсом (1)
  - Premier Cup (2005, 2007)
- Pro Wrestling Guerrilla
  - Чемпион мира PWG (1 раз)
  - Battle of Los Angeles (2009)
- Pro Wrestling Illustrated
  - 54 место в списке 500 лучших рестлеров 2015 года
  - 23 место в списке 500 лучших рестлеров 2016 года
- Tokyo Sports
  - Лучший матч (2010) с Котой Ибуси против Принца Девитта и Рюсукэ Тагути (NJPW, 11 Октября)
  - Самый техничный рестлер (2016)
- Wrestling Observer Newsletter
  - Лучший приём — Однокрылый ангел (2016, 2017, 2018)[25][26][27]
  - 5-звёздочный матч (13 Августа,2016) против Тэцуя Найто
  - 6-звёздочный матч (4 Января,2017) против Кадзутики Окады
  - Матч на 6,25 звёзд (11 Июня,2017) против Кадзутики Окады
  - 6-звёздочный матч (12 Августа,2017) против Кадзутики Окады
  - Матч на 5,75 звёзд (13 Августа,2017) против Тэцуи Найто
  - 5-звёздочный матч (4 января 2018) против Криса Джерико
  - 5-звёздочный матч (25 марта 2018) с Котой Ибуси против Янг Бакс (Мэтт Джексон и Ник Джексон)
  - Лучший рестлинг приём (2016) One-Winged Angel
  - 7-звёздочный матч (9 июня 2018) против Кадзутики Окады
  - 5-звёздочный матч (4 января 2019) против Хироси Танахаси
  - 5-звёздочный матч (11 августа 2019) против Коты Ибуси
  - 5-звёздочный матч (29 февраля 2020) с Адамом Пейджом портив Янг Бакс (Мэтт Джексон и Ник Джексон)
  - 5-звёздочный матч (6 января 2021) против Рэя Феникса
  - 5-звёздочный матч (22 сентября 2021) против Брайан Дэниелсон
  - Матч на 5.5 звёзд (13 ноября 2021) против Адама Пейджа